# Coppa Interamericana 1990
La Coppa Interamericana 1990 è stata la tredicesima edizione del trofeo riservato alle squadre vincitrici della CONCACAF Champions' Cup e della Coppa Libertadores.

## Tabellino

### Andata
| Asunción 1º ottobre 1991 | Olimpia    | 1 – 1 | América | Estadio Defensores del Chaco (15.000 spett.) |
| \| \| \| \| \| González 30’ \| Marcatori \| 9’ Edu Manga \| \| · Battaglia P · Cáceres D · Ramírez D · Delgado D · Suárez D · Balbuena C · Guasch C · Guirland C · Gómez C · Campos A · Torres A · Franco A · González A \| Formazioni \| · P García · D Hernández · D Vaca · D Rodón · D De los Santos · C Domínguez · C Córdova · C Farfán · A Santos · A Edu Manga · A Cañas · A Zague \| \| Ruiz \| Allenatori \| Miloc \| |            | |         |                                              |
| |            | |         |                                              |
| González 30’ | Marcatori  | 9’ Edu Manga |         |                                              |
| · Battaglia P · Cáceres D · Ramírez D · Delgado D · Suárez D · Balbuena C · Guasch C · Guirland C · Gómez C · Campos A · Torres A · Franco A · González A | Formazioni | · P García · D Hernández · D Vaca · D Rodón · D De los Santos · C Domínguez · C Córdova · C Farfán · A Santos · A Edu Manga · A Cañas · A Zague |         |                                              |
| Ruiz | Allenatori | Miloc |         |                                              |

### Ritorno
| Città del Messico 12 ottobre 1991 | América    | 2 – 1 | Olimpia | Estadio Azteca (60.000 spett.) |
| \| \| \| \| \| Toninho 7’, 41’ \| Marcatori \| 20’ González \| \| · García P · Hernández D · Domínguez D · Rodón D · 55’ De los Santos D · Farfán C · 26’ Córdova C · Vaca D · Edu Manga C · Santos A · 64’ Toninho A · Cañas A · Zague A \| Formazioni \| · P Battaglia · D Cáceres · D Ramírez · D Delgado · D Suárez · C Balbuena · C Guasch · C Jara Heyn · C Guirland 55’ · D Castro · A González · A Cubilla 46’ · C Romerito \| \| Miloc \| Allenatori \| Ruiz \| |            | |         |                                |
| |            | |         |                                |
| Toninho 7’, 41’ | Marcatori  | 20’ González |         |                                |
| · García P · Hernández D · Domínguez D · Rodón D · 55’ De los Santos D · Farfán C · 26’ Córdova C · Vaca D · Edu Manga C · Santos A · 64’ Toninho A · Cañas A · Zague A | Formazioni | · P Battaglia · D Cáceres · D Ramírez · D Delgado · D Suárez · C Balbuena · C Guasch · C Jara Heyn · C Guirland 55’ · D Castro · A González · A Cubilla 46’ · C Romerito |         |                                |
| Miloc | Allenatori | Ruiz |         |                                |

Incontro sospeso al 50º, allorché il tecnico dell'América Miloc entrò in campo e aggredì il centrocampista Balbuena dell'Olimpia; l'aggressione causò una rissa, che portò lo stesso Miloc a essere colpito più volte dai giocatori dell'Olimpia. La partita riprese una volta terminate le intemperanze. In seguito la CONCACAF squalificò per un anno Miloc, e l'América lo licenziò.